# Lazare Auguste Maquaire
Lazare Auguste Maquaire, né le 25 octobre 1872 à Lyon et mort le 11 juillet 1906 à Grenoble, est un organiste et compositeur français.

## Biographie
Fils de Louis Adolphe Maquaire, employé, et de Caroline Bruisset, son épouse, brodeuse, Lazare Auguste Maquaire naît à Lyon en 1872.
Maquaire est élève de Charles-Marie Widor au Conservatoire de Paris, puis devient son assistant à Saint-Sulpice et organiste de la chapelle de l'école Gerson. 
Son œuvre la plus importante est la Première Symphonie en mi bémol majeur Op. 20 pour orgue, écrite en 1905 et dédiée à Widor. Elle dure environ 22 minutes, est en quatre mouvements et est traversée par un motif de quatre notes présent dans les thèmes des quatre mouvements. Elle a été récemment reprise par des récitalistes renommés[source insuffisante].
Malgré le titre qui pourrait le sous-entendre, il n'y a pas de deuxième symphonie, car Maquaire meurt l'année suivante. Alors domicilié à Neuilly-sur-Seine, il meurt à l'hôtel de Savoie, place de la Gare à Grenoble, à seulement 33 ans.